# Distrikt San Francisco de Sangayaico
Der Distrikt San Francisco de Sangayaico liegt in der Provinz Huaytará in der Region Huancavelica in Südzentral-Peru. Der Distrikt wurde am 26. Januar 1956 gegründet. Er besitzt eine Fläche von 78,5 km². Beim Zensus 2017 wurden 955 Einwohner gezählt. Im Jahr 1993 lag die Einwohnerzahl bei 1400, im Jahr 2007 bei 821. Sitz der Distriktverwaltung ist die 3380 m hoch gelegene Ortschaft San Francisco de Sangayaico mit 305 Einwohnern (Stand 2017). San Francisco de Sangayaico liegt 24 km südsüdöstlich der Provinzhauptstadt Huaytará.

## Geographische Lage
Der Distrikt San Francisco de Sangayaico liegt in der peruanischen Westkordillere südwestzentral in der Provinz Huaytará. Er liegt am Nordufer des nach Westen fließenden Río Olaya, der linke Quellfluss des Río Ica.
Der Distrikt San Francisco de Sangayaico grenzt im Süden an den Distrikt Santiago de Chocorvos sowie im Norden an den Distrikt Santo Domingo de Capillas.

## Ortschaften
Im Distrikt gibt es neben dem Hauptort folgende größere Ortschaften:
- Santa Rosa de Acora